# Plagodis approximaria
Plagodis approximaria är en fjärilsart som beskrevs av Dyar 1902. Plagodis approximaria ingår i släktet Plagodis och familjen mätare. Inga underarter finns listade i Catalogue of Life.